# Městečko Trnávka
Městečko Trnávka (německy Türnau) je obec v okrese Svitavy v Pardubickém kraji. K 1. lednu 2017 bylo v obci evidováno 12 částí obce (Bohdalov, Lázy, Ludvíkov, Mezihoří, Městečko Trnávka, Nová Roveň, Pacov, Petrůvka, Pěčíkov, Plechtinec, Přední Arnoštov, Stará Roveň). Žije zde přibližně 1 400 obyvatel.

## Název
Městečko se zprvu jmenovalo nezdrobněle Trnava (první doklad o vzniku názvu pochází z roku 1308 z latinského Tyrnavia), od konce 14. století se psalo vždy zdrobněle. Stará Trnávka (dnes západní okraj obce) se zprvu označovala jako Staré město, po založení sousedního městečka s ním byla zaměňována (nesla jméno Město, ač byla vsí), proto její jméno bylo změněno nejprve na Staré město Trnávka, od přelomu 16. a 17. století pak na Stará Trnávka. Výklad jména Trnava je dvojí: buď "trnité místo" (slovo dodnes vzácně uchováno na východní Moravě) nebo šlo o jméno řeky protékající trnitým porostem (ve druhém případě by šlo o přenesení jména řeky na osadu u ní ležící). Od poloviny 19. století se pro Městečko Trnávku na odlišení od sousední Staré Trnávky, s níž byla zaměňována, používalo jméno Nová Trnávka, v roce 1924 bylo ustanoveno jméno Trnávka, v roce 1969 bylo změněno na Městečko Trnávka. Německé jméno se vyvinulo z českého.

## Historie
V této lokalitě existovala ves Stará Trnávka už ve 13. století a kolem 1300 byla založena osada Nová Trnávka, r. 1308 je zmíněno panství hradu Cimburk (jehož zřícenina se tyčí nad obcí) náležející Ctiboru z Trnávky. Farnost s kostelem svatého Jakuba Většího (na území Staré Trnávky) je zmíněna r. 1407. V roce 1918 byly obě obce spojeny, od r. 1929 pod jménem Městečko Trnávka. 
Při záboru pohraničí v říjnu 1938 přešlo Městečko Trnávka pod správu Německa jako Markt Türnau. Těsně po osvobození v roce 1945, ještě před nuceným vystěhováním, se němečtí obyvatelé stali obětí lynčování, při kterém přišlo o život 22 lidí.

## Pamětihodnosti
- Hrad Starý Cimburk, zřícenina
- Kostel svatého Jakuba Většího
- Socha svatého Jana Nepomuckého
- Morový sloup

## Kultura
V roce 2018 byla v Městečku Trnávce otevřena naučná stezka, která zavede na zříceninu hradu Cimburk. Na cestě se nachází 9 stanovišť s pověstmi a zajímavostmi o obci. Na každém stanovišti je také ručně vyřezávaná dřevěná socha od místního řezbáře, která znázorňuje danou pověst. Na oficiálních stránkách obce je ke k dispozici tzv. "hledačka" s úkoly a průvodcem stezkou. Stezka je dlouhá necelé 2 km, začíná uprostřed obce a pokračuje ke zřícenině mírně náročným terénem. 

## Osobnosti
- Antonín Klug (1835–1907), kněz, doktor teologie, děkan teologické fakulty v Olomouci[6]
- Wenzel Müller (1759-1835), skladatel, divadelní kapelník[7]
- Franz Spina (1868–1938), politik, bohemista
- Rudolf Pillich (1869–1921), politik
- Viktor Stoupal (1888–1944), politik

## Galerie

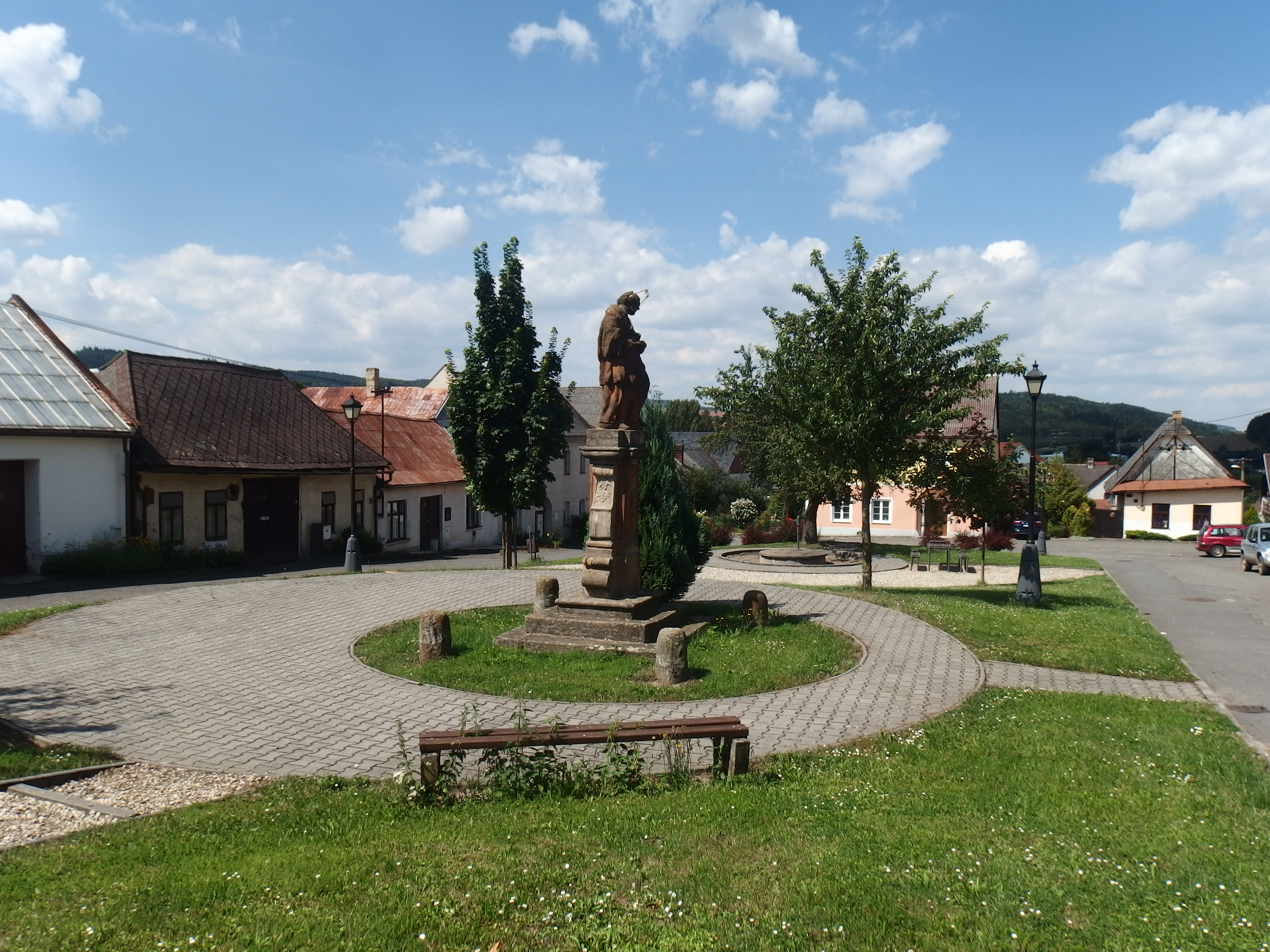
Staré náměstí se sochou Jana Nepomuckého
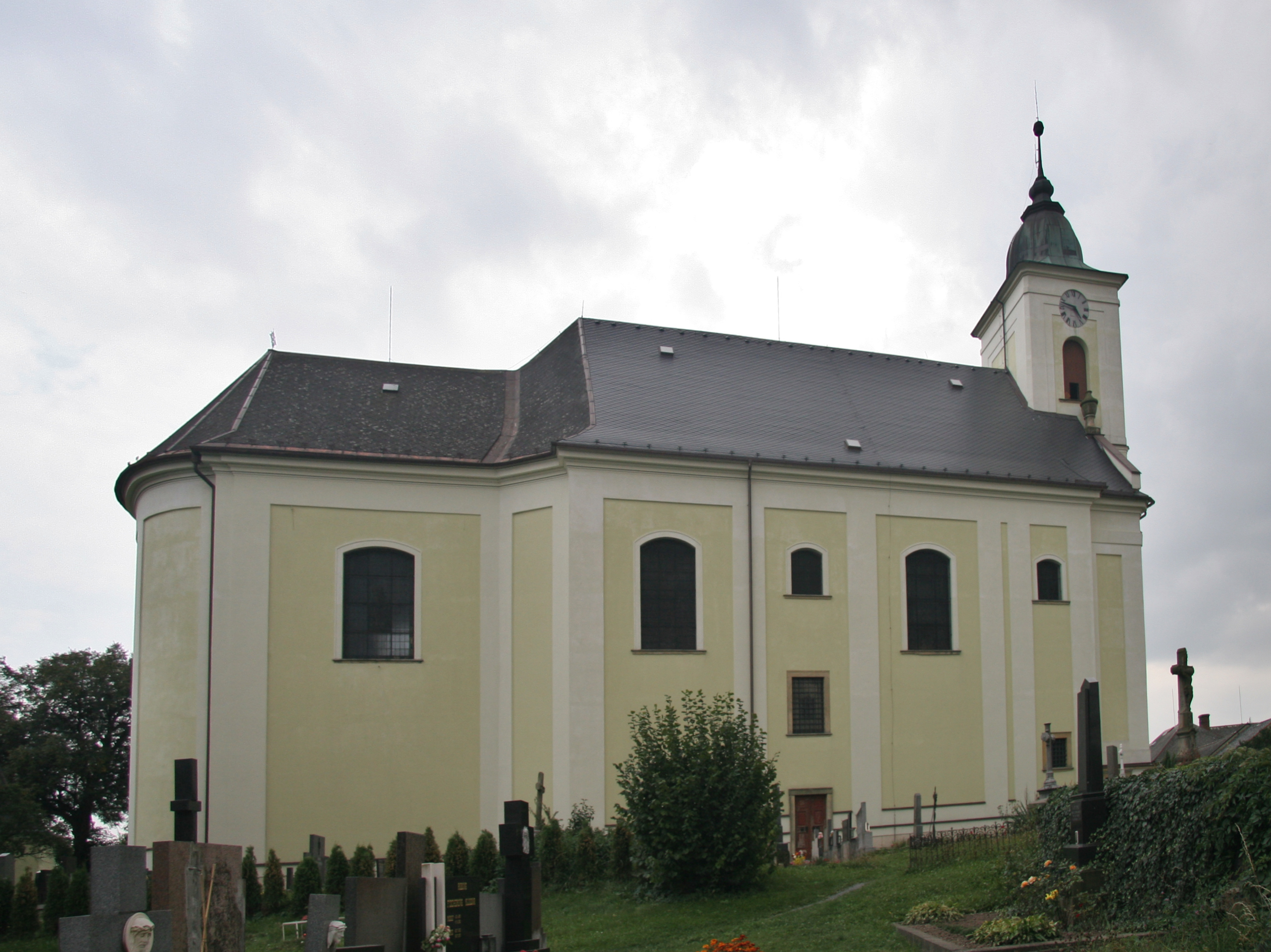
Kostel svatého Jakuba
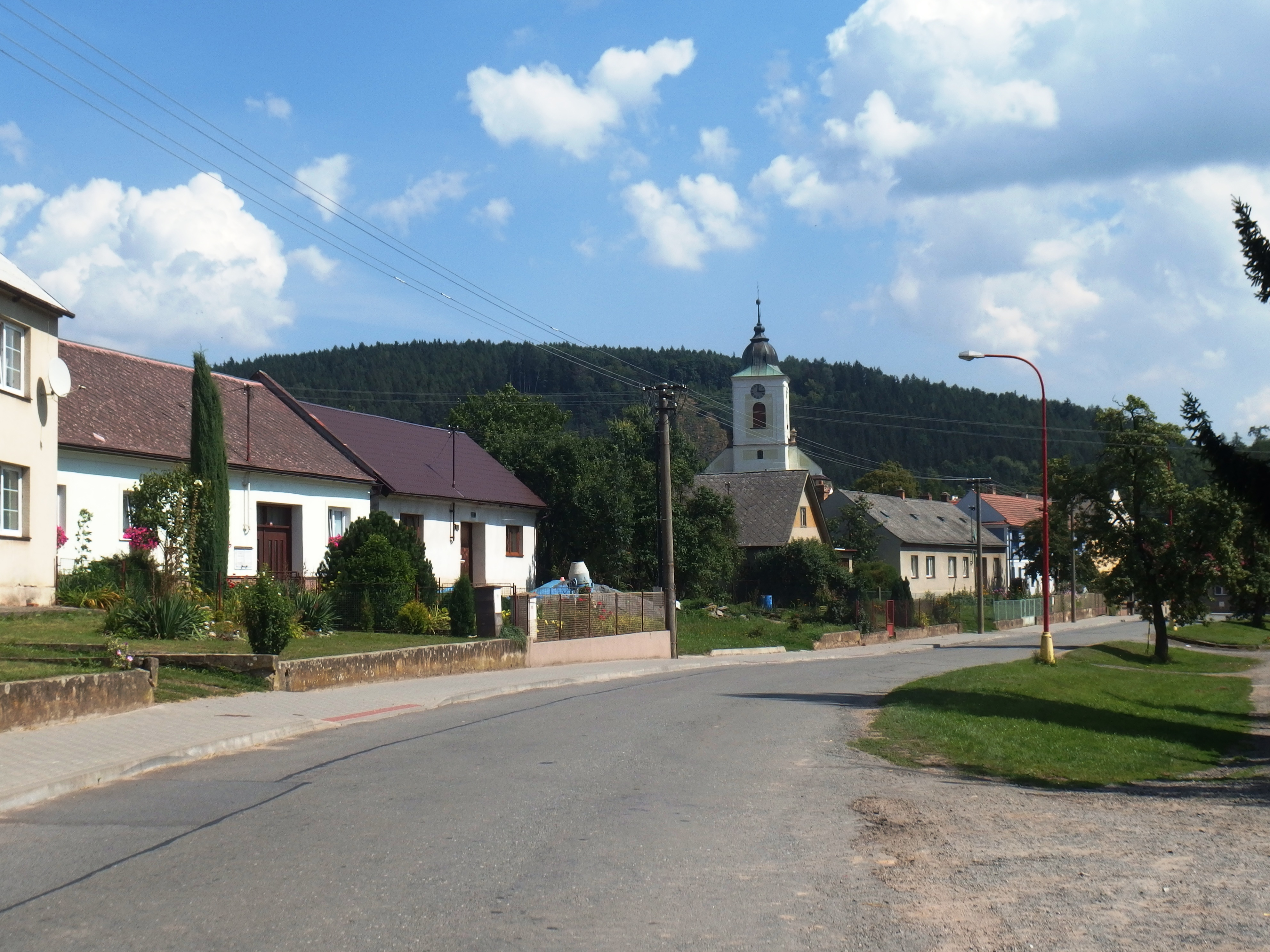
Stará Trnávka
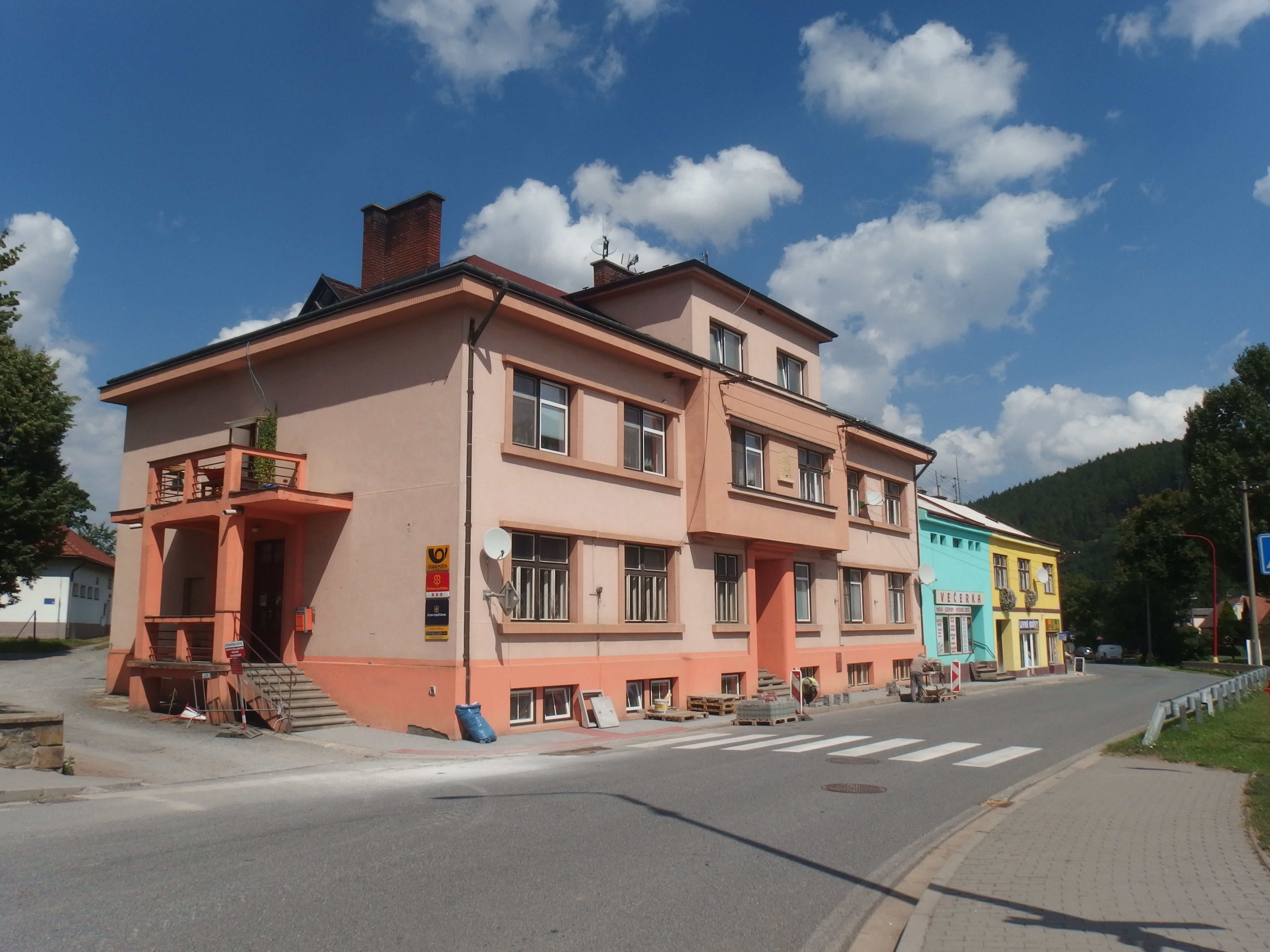
Pošta

## Části obce
- Městečko Trnávka (k. ú. Městečko Trnávka a Stará Trnávka)
- Bohdalov (k. ú. Bohdalov u Městečka Trnávky)
- Lázy (k. ú. Lázy)
- Ludvíkov (k. ú. Pacov u Moravské Třebové)
- Mezihoří (k. ú. Mezihoří u Městečka Trnávky)
- Nová Roveň (k. ú. Stará Roveň)
- Pacov (k. ú. Pacov u Moravské Třebové)
- Pěčíkov (k. ú. Pěčíkov)
- Petrůvka (k. ú. Petrůvka u Městečka Trnávky)
- Plechtinec (k. ú. Pěčíkov)
- Přední Arnoštov (k. ú. Přední Arnoštov)
- Stará Roveň (k. ú. Stará Roveň)

Od 1. ledna 1976 do 31. prosince 1991 k obci patřilo i Bezděčí u Trnávky.

## Doprava
Obcí prochází dráha č. 017 Česká Třebová-Dzbel s nádražím Městečko Trnávka. V posledních letech[kdy?] byly osobní vlaky zkráceny do stanice Moravská Třebová a v úseku do Chornice byla z rozhodnutí firmy OREDO zastavena osobní doprava. Postupně se však množily stížnosti místních obyvatel, a tak se 1. září 2014 vydal po třech letech první pravidelný vlak do Chornice. Od 14. prosince je linka prodloužena až do Dzbelu, kde je možnost přestupu směr Prostějov. Místní občané tak opět mohou využívat k cestám škol nebo práce i vlak,a to zejména v ranních a odpoledních hodinách.